# Screenrunner
Screenrunner (Screen Runner) est une société française de production de longs métrages créée en 2004 par Yves Chanvillard et dirigée par Fabrice Bigio.

## Activité
Après la production de plusieurs courts métrages à partir de 2005, Screenrunner assure en 2009 la production exécutive de la comédie Ensemble, nous allons vivre une très, très grande histoire d'amour... de Pascal Thomas avec Marina Hands et Julien Doré.
La même année, se termine le tournage du documentaire Benda Bilili! de Renaud Barret et Florent de La Tullaye dont Screenrunner assure la production déléguée. Ce film, qui retrace le parcours du groupe de musiciens congolais Staff Benda Bilili, est présenté en ouverture de la Quinzaine des Réalisateurs durant le Festival de Cannes 2010 où il reçoit un accueil triomphal en présence des musiciens, héros du film. Le film sort en salles en France en septembre 2010 et est par la suite distribué dans le monde entier.
En 2011, Screenrunner termine la production du film La Désintégration de Philippe Faucon avec Rashid Debbouze, Yassine Azzouz et Ymanol Perset. Le film traite du sujet brûlant de l'endoctrinement islamiste d'un jeune français et de sa "désintégration" sociale. Le film, présenté en Sélection Officielle (hors compétition) lors de la Mostra de Venise 2011, sort en salles en février 2012 en France.
Lors de la Mostra de Venise 2011 (section Orizzonti), est également présenté en première mondiale un nouveau documentaire cinéma produit par Screenrunner : Would you have sex with an Arab? de Yolande Zauberman, tourné en Israël. Le film sort en salles en France en septembre 2012.
En 2017, Screenrunner coproduit le film Break de Marc Fouchard avec Sabrina Ouazani, Kevin Mischel et Slimane (chanteur), qui sort en salles en France le 18 juillet 2018.

## Filmographie

### Longs métrages
- 2018 : Break, de Marc Fouchard
- 2012 : Would you have sex with an Arab?, de Yolande Zauberman
- 2012 : La Désintégration, de Philippe Faucon
- 2010 : Benda Bilili!, de Renaud Barret et Florent de La Tullaye

### Courts métrages
- 2010 : Dans tes rêves, de Hedi Sassi
- 2009 : Vert Noël, de Marc Fouchard
- 2008 : Paname Follie's, de Sophie Blanvillain
- 2006 : Le Secret, de Sébastien Fabioux
- 2005 : Bed & Breakfast, de Martin Beilby et Loïc Moreau